# Rigorisme
In algemene zin duidt rigorisme op strengheid in de toepassing van regels of normen, starheid en het stijf en strak volgen van principes. Het is afgeleid van het Latijnse rigor (stijfheid, starheid, strengheid, onbuigzaamheid, hardheid). De term wordt gebruikt om starheid of strengheid aan te duiden in de politiek, wetenschap, kunst, moraalleer of religie.

## Religie
In de godsdiensthistorie wordt rigorisme tegenover laxisme geplaatst. Rigorisme is meestal een systeem waarin de zo letterlijk mogelijke interpretatie van geloof of doctrine wordt toegepast.
Rigorisme kwam in de christelijke wereld in verschillende tijdvakken voor. De eerste keer dat van rigorisme sprake was, was toen Antonius van Egypte rond het eind van de derde eeuw het monachisme propageerde.
In de vierde eeuw vond de laatste grote christenvervolging onder keizer Diocletianus plaats. Degenen die de christenen die hun geloof hadden verloochend niet wilden vergeven, werden in eerste instantie rigoristen genoemd. Later verenigden zij zich en noemden zich Donatisten (naar Donatus Magnus, de bisschop die sterk tegen terugkeer van de "afvalligen" was) en ontstond het "Donatistische schisma".
Tegen het einde van de dertiende eeuw en gedurende de veertiende eeuw verschenen verschillende rigoristische initiatieven, veelal individueel of op een ethische en theologische grondslag, met de geboorte van de Inquisitie. De Kathaarse beweging wordt vaak als een extreme vorm van rigorisme beschouwd.
De volgende periode van groei van rigorisme vond plaats in het zeventiende-eeuwse Europa, zowel binnen protestantse als katholieke stromingen. Binnen het protestantisme wordt hoofdzakelijk het Engelse puriteinse geloof van de zeventiende eeuw beschouwd als rigorisme, maar in zekere zin is het ontstaan van het protestantisme zelf een rigoristische reactie van Maarten Luther op de Katholieke Kerk, die hij als bezoedeld beschouwde. Binnen de Katholieke kerk verscheen het rigorisme rond dezelfde periode weer met de jansenistische beweging, die een ascetische en moreel veeleisende levenswijze predikte als tegenstroom tegen de religieuze praktijken van dat tijdperk.
Ook de orthodoxe wereld heeft een beweging gekend met rigoristische kenmerken, namelijk die van de Oudgelovigen, die in de tweede helft van de zeventiende eeuw ontstond in Rusland. Deze vorm van rigorisme ontwikkelde zich tot de "Dwazen om Christus' wil", die een extreem arme en veeleisende levenswijze predikten. Sommigen hebben op basis van deze principes communes gesticht, anderen kozen voor vrijwillig isolement om niet in aanraking te komen met "de wereld".
In de katholieke theologie kan de term ook duiden op de meest strikte interpretatie van extra ecclesiam nulla salus; dit wordt ook wel tutiorisme genoemd en betekende dat de minder veilige mening op zijn minst waarschijnlijk moest zijn of zelfs absoluut zeker, voordat deze wettig in praktijk kon worden gebracht. Laxisme hield in dat als de minder veilige mening enigszins waarschijnlijk was, deze met een schoon geweten kon worden gevolgd. Deze twee zienswijzen hebben nooit serieuze steun ontvangen van katholieke theologen en werden formeel veroordeeld door de Heilige Stoel. Op een bepaald moment hadden drie zienswijzen veel aanhang: probabiliorisme, aequiprobabilisme en het traditioneel-katholieke probabilisme.

## Filosofie
In de filosofie geldt Immanuel Kant als de belangrijkste rigorist:

Es liegt [...] der Sittenlehre überhaupt viel daran, keine moralischen Mitteldinge weder in Handlungen (adiaphora) noch in menschlichen Charakteren, so lange es möglich ist, einzuräumen: weil bei einer solchen Doppelsinnigkeit alle Maximen Gefahr laufen, ihre Bestimmtheit und Festigkeit einzubüßen. Man nennt gemeiniglich die, welche dieser strengen Denkart zugetan sind (mit einem Namen, der einen Tadel in sich fassen soll, in der Tat aber Lob ist): Rigoristen; und so kann man ihre Antipoden Latitudinarier nennen. Diese sind also Latitudinarier der Neutralität und mögen Indifferentisten, oder der Koalition und können Synkretisten genannt werden.

Ook Johann Gottlieb Fichte wordt als rigorist beschouwd. In de twintigste eeuw wordt Elizabeth Anscombe als rigorist beschouwd.